# Ludvík Kundera
Ludvík Kundera (ur. 22 marca 1920 w Brnie, zm. 17 sierpnia 2010 w Boskovicach) – czeski poeta, dramaturg, prozaik, tłumacz (z języka niemieckiego i francuskiego oraz z czeskiego na niemiecki), edytor oraz historyk literatury; członek grupy "Skupina Ra" i stowarzyszenia "Sdružení Q".
Był bratem stryjecznym znanego pisarza Milana Kundery. W jego twórczości wyraźne są wpływy awangardy, a zwłaszcza surrealizmu. Jako literaturoznawca i edytor szczególnie interesował się twórczością Františka Halasa.
Mieszkał w miasteczku Kunsztat na Morawach.

## Odznaczenia, nagrody i wyróżnienia
W 2007 został odznaczony Medalem Za zasługi I stopnia.
Jest laureatem m.in. austriackiej nagrody państwowej za tłumaczenia (1993), słowackiej nagrody Jána Smreka (2000) i nagrody targów książki w Lipsku (2002). 
W 2009 otrzymał prestiżową czeską nagrodę Jaroslava Seiferta.

## Ważniejsze utwory
- Konstantina, 1946
- Živly v nás, 1946
- Napospas aneb Přísloví pro kočku, 1947
- Letní kniha přání a stížností, 1962
- Totální kuropění, 1962
- Tolik cejchů, 1966
- Fragment, 1967
- Nežert, 1967
- Odjezd, 1967
- Labyrint světa a lusthauz srdce, 1983
- Dada (Jazzpetit nr. 13), 1983
- Chameleon, 1984
- Hruden, 1985
- Královna Dagmar, 1988
- Ptaní, 1990
- Napříč Fantomázií, 1991
- Malé radosti, 1991
- Ztráty a nálezy, 1991
- Pády, 1992
- Spád věcí a jiné básně, 1992
- Řečiště, 1993

Od kilku lat ukazują się w Czechach jego dzieła zebrane.
Na język polski jego wiersze tłumaczył Leszek Engelking (przekłady te ukazały się w czasopismach i antologii Maść przeciw poezji, Wrocław 2008)